# Ali Faki
Ali Faki (ur. 20 marca 1964) – malawijski bokser, olimpijczyk.
Wystąpił na Letnich Igrzyskach Olimpijskich 1984 w wadze piórkowej. W 1/32 finału pokonał na punkty Stamatisa Koletrasa z Grecji. W pojedynku 1/16 finału przegrał jednogłośnie na punkty z Peterem Konyegwachie z Nigerii – późniejszym srebrnym medalistą zawodów.
Od 1987 do 1997 roku walczył w boksie zawodowym w wadze piórkowej. Stoczył sześć pojedynków – wszystkie zakończyły się jego porażką.